# IP-Payment
Beim IP-Payment oder IP-Billing handelt es sich um eine Form der Zahlung für kostenpflichtige Inhalte im Internet, die über den Provider abgerechnet wird. Identifiziert wird der Nutzer dabei durch seine IP-Adresse. Im Gegensatz zum Dialer ist dieses System daher auch mit DSL oder anderen Breitbandzugängen nutzbar.

## Funktionsweise
Besucht ein Nutzer eine Webseite mit einem kostenpflichtigen Angebot, das über IP-Payment abgerechnet werden soll, speichert der Seitenbetreiber die IP-Adresse des Nutzers, sowie das Datum und die genaue Uhrzeit. Zur Ermittlung des Nutzers aus diesen Daten ist eine Kooperation mit dem Provider erforderlich. Dieser übernimmt meist auch die Abrechnung.

## Anbieter
Als erster Anbieter erlaubte ab dem Frühjahr 2005 die österreichische Montax Payment Service GmbH das IP-Payment in Zusammenarbeit mit den meisten größeren dortigen Providern. Im Dezember 2005 startete auch die Deutsche Telekom mit T-Pay ein ähnliches System. Beide Anbieter haben ihre IP-Payment-Dienste wieder eingestellt.

## Vorteile und Nachteile
Der Vorteil des IP-Payments besteht darin, dass es anders als Dialer bei jedem Internetzugang funktioniert, da keine Neueinwahl unter einer kostenpflichtigen Nummer erforderlich ist, was bei Breitbandzugängen unmöglich ist. Einzige Einschränkung sind Zugänge, bei denen sich mehrere Nutzer eine öffentliche IP mittels NAT teilen, hier ist ohne Weiteres keine eindeutige Zuordnung der IP zu einem Kunden möglich.
Ein weiterer Vorteil ist, dass jeder beliebige Betrag abgerechnet werden kann und es weder von den Regulierungsbehörden vorgegebene Beschränkungen nach oben wie bei Dialern gibt, noch der Aufwand zur Inrechnungstellung von Centbeträgen deren Nutzen übersteigt.
Nachteil des Systems ist das Fehlen einer effektiven Kontrollmöglichkeit, ob der Besuch der Seite auch wirklich wissentlich vom betroffenen Nutzer erfolgte. Beispielsweise kann der Nutzer ohne sein Eingreifen auf kostenpflichtige Seiten geleitet werden. Mittels Trojanern könnten auch komplexere Nutzeraktionen künstlich nachgeahmt werden, ohne dann noch von einem wissentlichen Aufrufen der Seiten unterscheidbar zu sein.
Auch rechtlich ist unklar, ob die Identifizierung eines Nutzers durch seine IP-Adresse ausreicht, um einen Vertragsabschluss zu beweisen. Beispielsweise muss die Nutzung nicht durch den Inhaber des Internetzugangs geschehen sein, wenn sich mehrere Menschen einen Zugang teilen.